# Grus carunculata
La grulla carunculada (Bugeranus carunculatus) es una especie de ave de la familia Gruidae de gran tamaño propia de la región subsahariana del continente africano. 

## Descripción
Con una estatura superior a los ciento setenta y cinco centímetros es la grulla africana de mayor tamaño, y la segunda grulla a nivel general, después de la grulla sarus (Grus antigone) (el ave voladora más alta). Con las alas extendidas, alcanza una envergadura de unos doscientos sesenta centímetros. El peso de las hembras oscila entre los 6.4 y los 7.9 kilogramos y en los machos, entre los 7.5 y 9 kilogramos.
El lomo y las alas de esta especie son de color gris ceniciento. La parte del plumaje de la cabeza que se encuentra en la corona y por encima de las cejas es de una tonalidad algo más obscura, un gris pizarra; el resto de la testa es de color blanco, inclusive los dos pendones de plumas que cuelgan de la porción superior de la garganta del animal. Tanto las plumas primarias y secundarias (estas últimas son extremadamente largas, al punto de casi tocar el suelo) de sus alas, cuanto las del pecho inferior y vientre y las de la cola son color negro profundo. La parte superior del pecho y el cuello son blancos. La piel alrededor de los ojos, desprovista de todo tipo de plumaje, es rojo carmesí; esta zona desnuda se extiende hacia la base del pico y hasta la barbilla. Sobre esta piel, se observan verrugas de distintas dimensiones que le dan su nombre al animal. Sus largos picos son de un color blanco sucio, mientras sus también extensas patas y los dedos son gris negruzco.
Machos y hembras son prácticamente indistinguibles, aunque, por lo común, los ejemplares masculinos tienden a poseer un mayor tamaño.
Los individuos juveniles tienen el plumaje corporal íntegramente de una tonalidad leonada, carecen de las zonas de piel desnuda en su rostro, y los pendones de sus barbas son apenas perceptibles.

## Distribución
La población mundial de grullas carunculadas se extiende a través de once países del territorio subsahariano de África, incluyendo un grupúsculo aislado en las tierras altas de Etiopía. Más de la mitad de los ejemplares de esta ave habitan en Zambia; sin embargo, la concentración más elevada de estos animales se halla en el delta del Okavango, en Botsuana. Vestigios paleontológicos indicarían que la grulla carunculada supo extenderse, en tiempos pretéritos, por toda la costa occidental africana.

## Alimentación
Todas las grullas son omnívoras. Los principales alimentos de la grulla carunculada proceden del medio acuático: tubérculos y rizomas de juncos y lirios de agua, insectos y larvas de éstos, caracoles y anfibios.

## Estado de conservación
La destrucción, alteración y degradación del medio ambiente natural son las principales causas que han colocado a la supervivencia de la grulla carunculada en estado de vulnerabilidad. El desarrollo de plantas de producción de energía hidroeléctrica y de otros proyectos para el uso de las aguas han causado cambios substanciales en el hábitat de la especie y un merma sensible en la cantidad de vegetales que constituyen parte esencial de su dieta. La expansión de la actividad ganadera, el tendido de cables de alta tensión eléctrica, las masivas fumigaciones (realizadas con la finalidad de erradicar a la mosca tsé tsé) y la recolección ilegal de huevos y polluelos como fuente alimentaria, son otras severas amenazas a las que debe enfrentar la especie.
La grulla carunculada es una de las aves a las que se aplica el Acuerdo sobre la Conservación de Aves Acuáticas Migratorias.

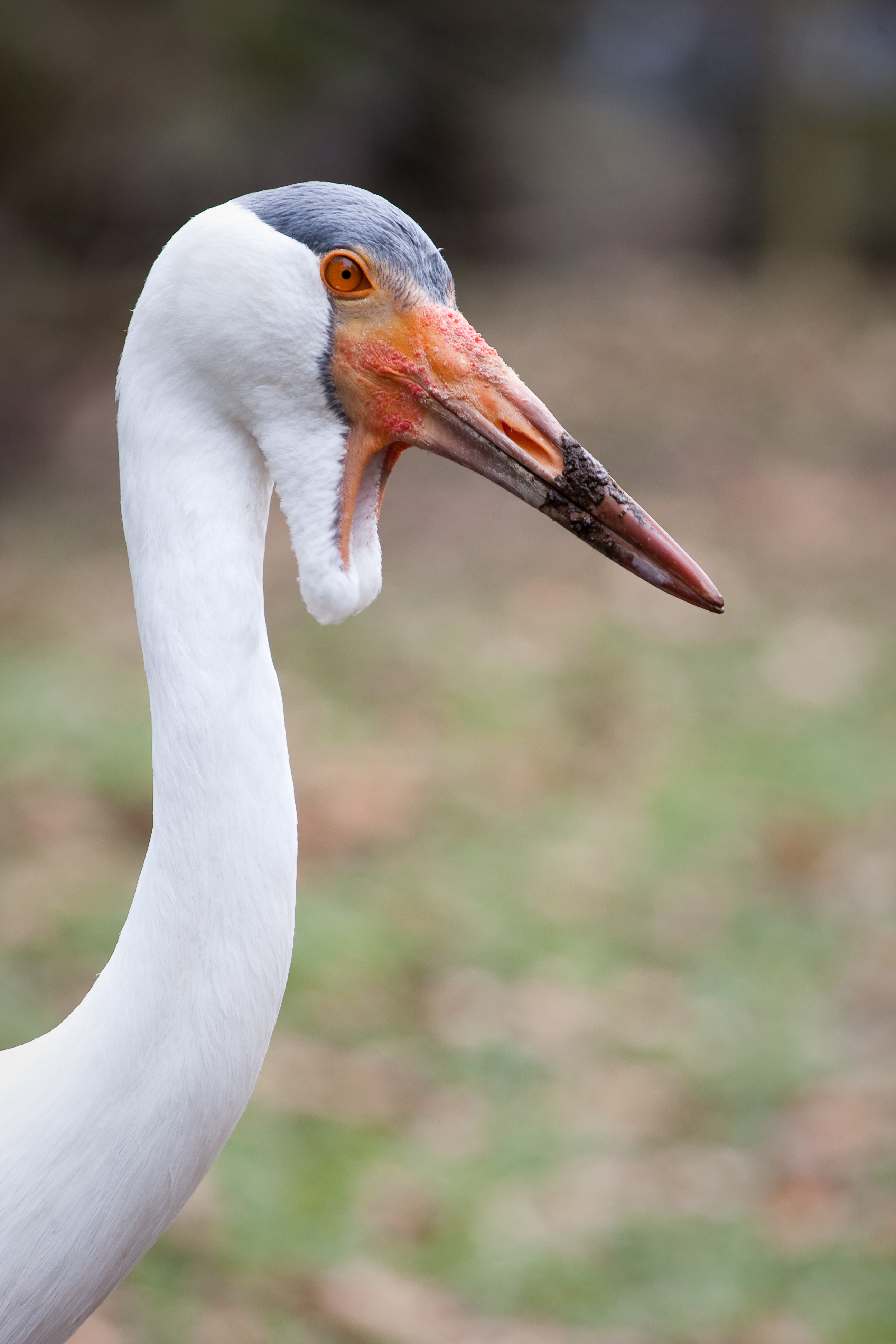
Grulla carunculada mostrando sus característicos pendones y verrugas